# Ungskär
Ungskär  este o insulă situată în Marea Baltică. Insula Ungskär se află în componența Suediei și aparține Comunei Karlskrona din regiunea administrativă suedeză Blekinges län.

## Localități
Ungskär